# Camila Giorgi
Camila Giorgi (n. 30 decembrie 1991, Macerata, Marche, Italia) este o jucătoare profesionistă de tenis din Italia. Cea mai bună clasare a carierei la simplu este locul 26 mondial, în octombrie 2018. 
După ce a câștigat primul ei titlu ITF în 2009, Giorgi și-a făcut debutul pe tabloul principal de Grand Slam la Campionatele de la Wimbledon din 2011. Giorgi a ajuns în runda a patra la Campionatul de la Wimbledon din 2012 doar la a doua apariție la acest turneu. După acest succes, și-a făcut debutul în top-100 în clasamentul WTA.

## Viața personală
Tatăl ei este argentinian cu origini italiene iar mama sa italiancă. Familia ei are și origini evreiești. 

## Legături externe
Materiale media legate de Camila Giorgi la Wikimedia Commons
- Camila Giorgi la Women's Tennis Association
- Camila Giorgi la International Tennis Federation
- Camila Giorgi pe site-ul Fed Cup
- en Camila Giorgi la Olympedia.org